# 호요 해협

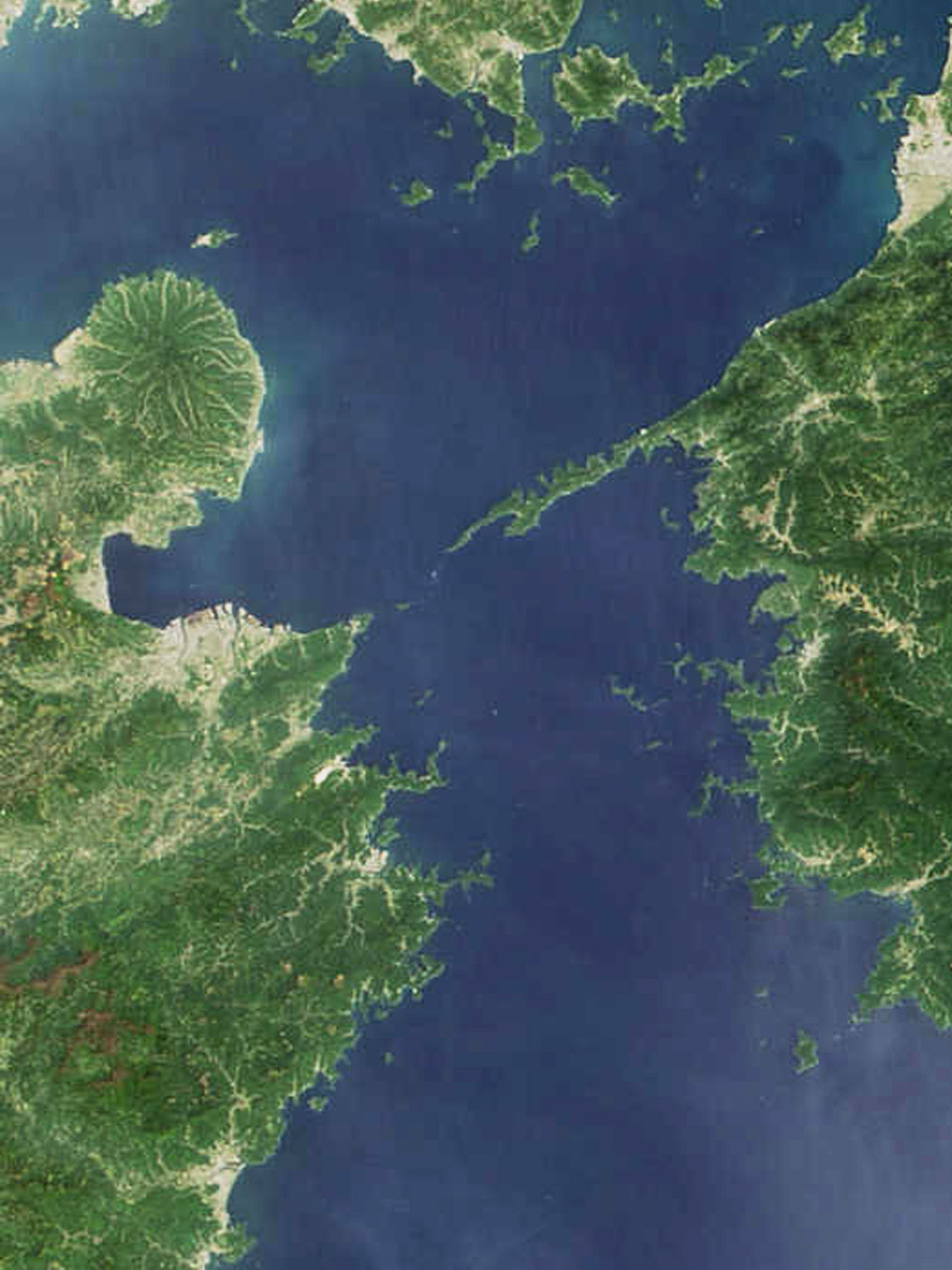
호요 해협

호요 해협(일본어: 豊予海峡)는 규슈 섬과 시코쿠 섬 사이의 해협으로 분고 수도에서 가장 좁은 곳이다. 그 폭은 14 km이다.